# Пастернаки (Могилёвская область)
Пастернаки (бел. Пастарнакі) — деревня в Мстиславском районе Могилёвской области Белоруссии. Входит в состав Сапрыновичского сельсовета.

## География
Деревня находится в северо-восточной части Могилёвской области, в пределах Оршанско-Могилёвской равнины, вблизи государственной границы с Российской Федерацией, на расстоянии примерно 6 километров (по прямой) к востоку-северо-востоку (ENE) от Мстиславля, административного центра района. Абсолютная высота — 191 метр над уровнем моря. К северу от Пастернаков проходит республиканская автодорога Р73.

## История
В конце XVIII века деревня входила в состав Мстиславского воеводства Великого княжества Литовского.
Согласно «Списку населенных мест Могилёвской губернии» 1910 года издания населённый пункт входил в состав Ослянской волости Мстиславского уезда Могилёвской губернии. В деревне имелось 7 дворов и проживало 50 человек (22 мужчины и 28 женщин).

## Население
По данным переписи 2009 года, в деревне проживало 56 человек.